# Xã Liberty, Quận Jefferson, Iowa
Xã Liberty (tiếng Anh: Liberty Township) là một xã thuộc quận Jefferson, tiểu bang Iowa, Hoa Kỳ. Năm 2010, dân số của xã này là 691 người.